# アナンケー
アナンケー（古希: Ἀνάγκη）は、ギリシア神話の女神で、運命、不変の必然性、宿命が擬人化されたもの。ローマ神話では「ネケシタス」（羅: Necessitas）と呼ばれる。
アナンケーはアドラステイアやモイライの母とされることもある。アナンケーが崇敬されるようになったのは、オルペウス教が創始されてからである。
アナンケーの名前を書いたノートルダム大聖堂の落書きは有名になり、ヴィクトル・ユーゴーの小説に霊感を与えた。このほか、木星の第12衛星アナンケの由来ともなっている。